# Fraccionamiento Arboledas
Fraccionamiento Arboledas är en ort i Mexiko.   Den ligger i kommunen Guanajuato och delstaten Guanajuato, i den centrala delen av landet, 280 km nordväst om huvudstaden Mexico City. Fraccionamiento Arboledas ligger 1 903 meter över havet och antalet invånare är 601.
Terrängen runt Fraccionamiento Arboledas är kuperad norrut, men söderut är den platt. Runt Fraccionamiento Arboledas är det ganska tätbefolkat, med 160 invånare per kvadratkilometer. Närmaste större samhälle är Guanajuato, 7,3 km norr om Fraccionamiento Arboledas. Trakten runt Fraccionamiento Arboledas består i huvudsak av gräsmarker.